# William Copeland
William Copeland, né le 10 avril 1979 à Malmö (Suède), est un joueur de basket-ball professionnel suédois. Il mesure 1,80 m.

## Clubs successifs
- 2000 - 2001 :  Solna Vikings (1er division)
- 2001 - 2002 :
- 2002 - 2003 :  Cantu (Liga A) puis  Norrkoping Dolphins (1er division)
- 2003 - 2004 :  Chalon-sur-Saône (Pro A)
- 2004 - 2005 :  Nanterre (Pro B)

- 2005 - 2006 :  Solna Vikings (1er division) puis  Norrkoping Dolphins (1er division)
- 2006 - 2007 :  Uusikanpunki Korihait (1re division)